# Большой острокрылый дятел
Большо́й острокры́лый дя́тел, или малый сероголовый дятел (лат. Yungipicus canicapillus), — вид лесных птиц из семейства дятловых. Обитает в нижнем ярусе Гималайских гор и на востоке Азии, в том числе на российском Дальнем Востоке. Внешний вид и биология во многом схожи с пёстрыми дятлами, в частности с малым пёстрым дятлом.

## Описание
Мелкий представитель семейства с достаточно длинным, почти прямым клювом. В среднем немного крупнее малого пёстрого дятла, но в целом длина такая же: 14—16 см. Вес подвида mitchellii 20—27 г, подвидов semicoronatus и scintilliceps 21—32 г. Общая окраска оперения — пёстрая чёрно-белая сверху и беловато-серая снизу. В нижней части спины развито хорошо заметное ромбовидной формы светлое пятно, которое отсутствует у похожего малого острокрылого дятла. Лоб и темя буровато-серые, переходящие в чёрный затылок. У самца по бокам затылка имеются несколько красных пёрышек. Остальная часть головы имеет полосатый вид с чередованием белых и буровато-серых участков оперения. Одна из двух тёмных полос тянется от глаза к нижним кроющим ушей и затем опускается на шею; другая, более узкая и расплывчатая (так называемые «усы») проходит от клюва ниже щёк к боковой части шеи, где сливается с первой полосой. Щёки и горло беловатые. Передняя часть спины чёрная, маховые чёрные с многочисленными белыми пятнами, сливающимися в сплошные линии — как у других пёстрых дятлов. Брюхо беловато-серое с тёмными наствольными пестринами. Радужина красно-бурая или красная, ноги и клюв тёмно-серые. Молодые в сравнении со взрослыми более тёмные, с чёрным теменем и более частыми пестринами на брюхе. Украшающие перья молодых самцов на затылке окрашены в оранжево-красный цвет и зачастую выражены более ярко, чем у взрослых птиц. Самки помимо отсутствия красных перьев на затылке других внешних отличий не проявляют.
Голос по характеру похож на голос большого пёстрого дятла, но тише. Наиболее частый крик — мягкое «чип» («пик», «цит»), в двусложном варианте «чип-чип» с более длинным и громким первым слогом. Временами за ним следует трелька, состоящая и 6—20 элементов. Барабанная дробь едва слышна для человека.

## Классификация
Выделяют 11—15 подвидов большого острокрылого дятла, 1 из которых встречается на территории России. Изменчивость проявляется в варьировании степени развития и в соотношении тёмной и светлой окраски в оперении, в общей тональности окраски, в степени развития и характере тёмного рисунка на разных частях оперения. Справочник «Handbook of the birds of the world» и Международный союз орнитологов выделяют 11 подвидов:
- Y. c. mitchellii (Malherbe, 1849) — Западные Гималаи (от Пакистана к востоку до Непала)
- Y. c. semicoronatus (Malherbe, 1849) — Восточные Гималаи (от восточных границ Непала к востоку до западного Ассама)
- Y. c. canicapillus (Blyth, 1845) — Восточный Ассам, Бангладеш, центральная и южная Мьянма, большая часть Таиланда и Лаос
- Y. c. delacouri (Meyer de Schauensee, 1938) — Южный Индокитай (юго-восточный Таиланд, Камбоджа и Кохинхина)
- Y. c. auritus (Eyton, 1845) — Южный Таиланд, Малакка
- Y. c. volzi (Stresemann, 1920) — Острова Риау, Суматра, Ниас
- Y. c. aurantiiventris (Salvadori, 1868) — Калимантан
- Y. c. doerriesi Hargitt, 1881 — Южное Приморье, восточная Маньчжурия, Корейский полуостров
- Y. c. scintilliceps (Swinhoe, 1863) — Восточный и Центральный Китай от провинции Ляонин к югу до Сычуани и Чжэцзяня
- Y. c. kaleensis (Swinhoe, 1863) — Южный Китай от юго-западной Сычуани к востоку до Фуцзяня и Тайваня, северный Индокитай, северная Мьянма
- Y. c. swinhoei Hartert, 1910 — Хайнань

## Распространение
Область распространения — Восточная и Юго-Восточная Азия. Наиболее западный участок в форме узкой полосы включает в себя нижний ярус Гималайских гор от северного Пакистана к востоку до индийских штатов Аруначал-Прадеш и Ассам, в том числе равнинные районы Непала и Бутана. К востоку от Бангладеш и штата Нагаленд ареал расширяется в северо-восточном направлении до российского Приморья и юго-восточном до островов Ниас, Суматра и Калимантан. Дятел распространён на большей части Индокитая, на островах Риау, Тайване, Хайнане, Корейском полуострове. В пределах материкового Китая обитает к востоку от западной Сычуани, восточной Ганьсу, северо-западной Шэньси и нижней половины течения Сунхуацзян. На территории России дятел спорадично гнездится в долине Амура и в Приморском крае к северу до населённых пунктов Сарапульское и Маргаритово (восточные склоны Сихотэ-Алинь). На большей части территории обычная птица, однако редкая на северо-западной и северо-восточной периферии ареала (в том числе в России).

## Места обитания
Населяет самые разнообразные ландшафты с древесной растительностью: светлые и густые леса с вечнозелёной или листопадной растительностью, вторичные леса, кустарниковые заросли, сады. Всё же избегает слишком затемнённых участков леса. В Приморье и на севере Китая основные биотопы — смешанные и широколиственные леса: к примеру, в заповеднике «Кедровая Падь» птица держится преимущественно в дубовом лесу. В прибрежной полосе островов Юго-Восточной Азии придерживается мангровых насаждений и рощ с доминированием казуарины. Как правило, не встречается в горах выше 2000 м над уровнем моря, но на Суматре был отмечен на высоте 2800 м над уровнем моря.

## Образ жизни
Как и большинство пёстрых дятлов, большой острокрылый — оседлый вид, в северной части ареала склонный к осенним кочёвкам. Стай не образует, но может встречаться небольшими семейными группами. Основной корм — насекомые: гусеницы, равнокрылые, двукрылые, мелкие жуки, муравьи. Зимой иногда употребляет в пищу семена. Очень суетливая птица, часто перескакивает с одного место на другое. Корм добывает в кронах деревьев и кустарников, отдавая предпочтение тонким подгнившим веточкам. В поисках корма нередко подвешивается к веткам и черенкам листьев снизу — особенность, также характерная для малого пёстрого и малого острокрылого дятлов. С помощью клюва отщипывает кусочки коры и лишайника, однако подолгу на одном месте не долбит. В местах пересечения ареалов уступает в соперничестве более крупному желтогрудому дятлу.
Размножается в Гималаях с апреля по июль, в Юго-Восточной Азии с декабря по апрель. По наблюдениям в России, спаривание и откладка яиц приходится на первые числа мая, вылет птенцов — на середину июня. Дупло для гнезда долбят обе птицы пары. Оно устраивается на высоте 2,5—15 м (по российским данным, 3,5—12 м) от поверхности земли в горизонтальной ветви сухого дерева, часто с летком в нижней её части. Встречаются гнёзда и на пнях — так, в Приморье их находили в останках стволов берёзы, чозении и ясеня. Диаметр гнездовой камеры 7,1—9,0 см, глубина 17—19 см, диаметр летка 3,8—4,1 × 4,2—4,4 см. В кладке 3—5 яиц в южной части ареала и 6—8 в северной. Насиживание продолжается 12—13 суток, начиная с откладки первого яйца. В светлое время суток самец поочерёдно сменяют друг друга на гнезде, ночью насиживает одна самка. При появлении хищника или человека обе птицы покидают гнездо и неподвижно сидят неподалёку, сливаясь с окружающей средой. Появившиеся на свет птенцы голые и беспомощные, около двух недель поочерёдно обогреваются родителями. Обе взрослые птицы также приносят птенцам корм и убирают за ними помёт. В отличие от большинства других видов дятлов птенцы большого острокрылого не покидают гнездо до самого вылета и в последние дни ведут себя тихо на дне гнездовой камеры. Они начинают летать примерно в 3-недельном возрасте, однако ещё какое-то время держатся вместе с родителями, прежде чем начать самостоятельную жизнь.